# Fillols
Fillols [fijɔls]  est une commune française située dans le centre du département des Pyrénées-Orientales, en région Occitanie. Sur le plan historique et culturel, la commune est dans le pays de Conflent, correspondant à l'ensemble des vallées pyrénéennes qui « confluent » avec le lit creusé par la Têt entre Mont-Louis et Rodès.
Exposée à un climat océanique altéré, elle est drainée par Riu de Fillols, le ruisseau de Mardé. Incluse dans le parc naturel régional des Pyrénées catalanes, la commune possède un patrimoine naturel remarquable : deux sites Natura 2000 (le « massif du Canigou » et le « Canigou-Conques de La Preste ») et trois zones naturelles d'intérêt écologique, faunistique et floristique.
Fillols est une commune rurale qui compte 208 habitants en 2022, après avoir connu un pic de population de 515 habitants en 1881. Elle fait partie de l'aire d'attraction de Prades. Ses habitants sont appelés les Fillolois ou  Filloloises.

## Géographie

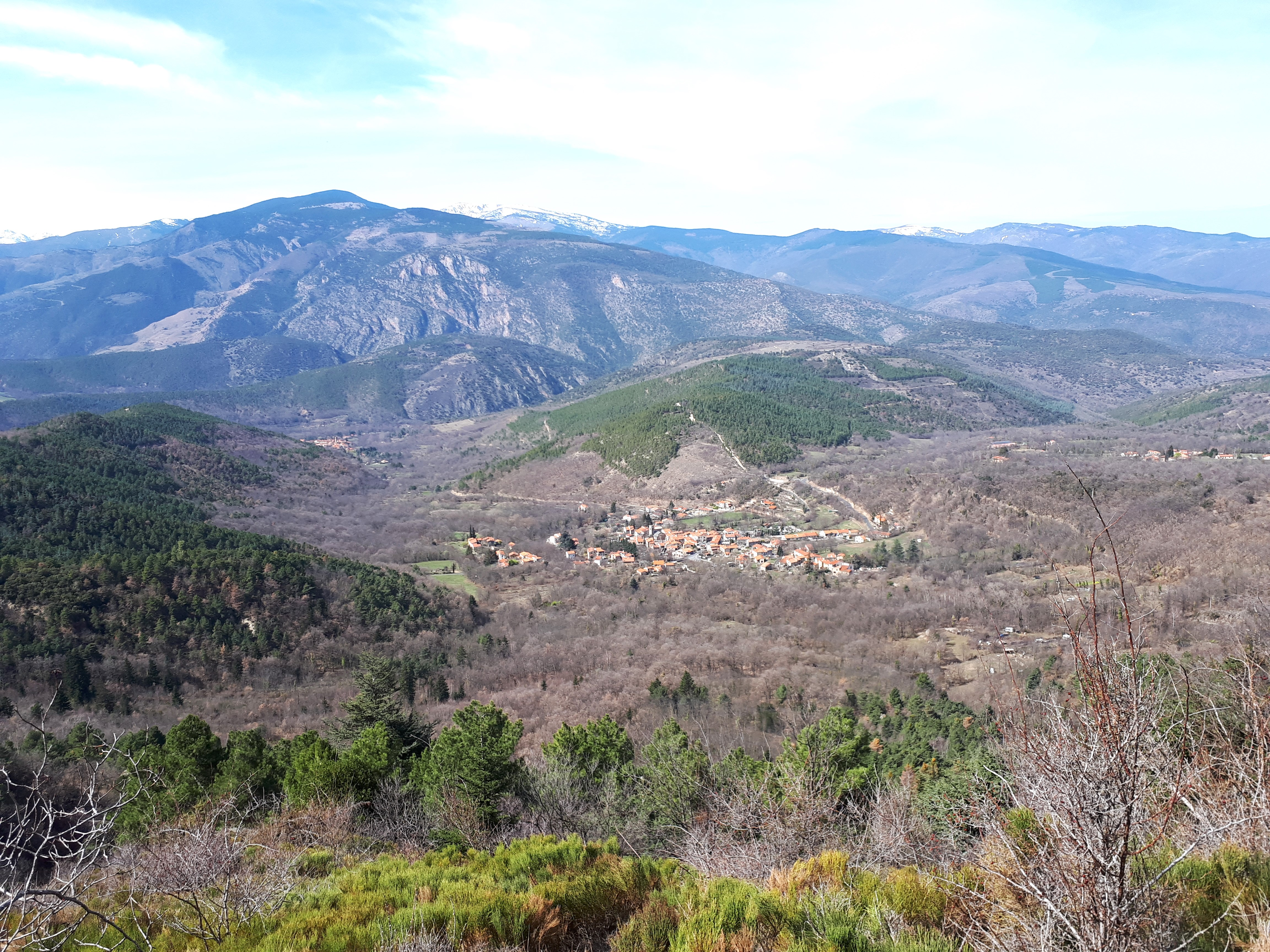
Fillols, vue vers le nord-ouest. Au loin, à gauche, sous couvert forestier, le mont Coronat (2172m).

### Localisation
La commune de Fillols se trouve dans le département des Pyrénées-Orientales, en région Occitanie.
Elle se situe à 43 km à vol d'oiseau de Perpignan, préfecture du département, à 6 km de Prades, sous-préfecture, et à 24 km d'Amélie-les-Bains-Palalda, bureau centralisateur du canton du Canigou dont dépend la commune depuis 2015 pour les élections départementales.
La commune fait en outre partie du bassin de vie de Prades.
Les communes les plus proches sont : 
Vernet-les-Bains (2,2 km), Corneilla-de-Conflent (2,4 km), Taurinya (2,6 km), Casteil (3,6 km), Fuilla (3,8 km), Clara-Villerach (3,9 km), Villefranche-de-Conflent (4,5 km), Sahorre (5,0 km).
Sur le plan historique et culturel, Fillols fait partie de la région de Conflent, héritière de l'ancien comté de Conflent et de la viguerie de Conflent. Ce pays correspond à l'ensemble des vallées pyrénéennes qui « confluent » avec le lit creusé par la Têt entre Mont-Louis, porte de la Cerdagne, et Rodès, aux abords de la plaine du Roussillon.

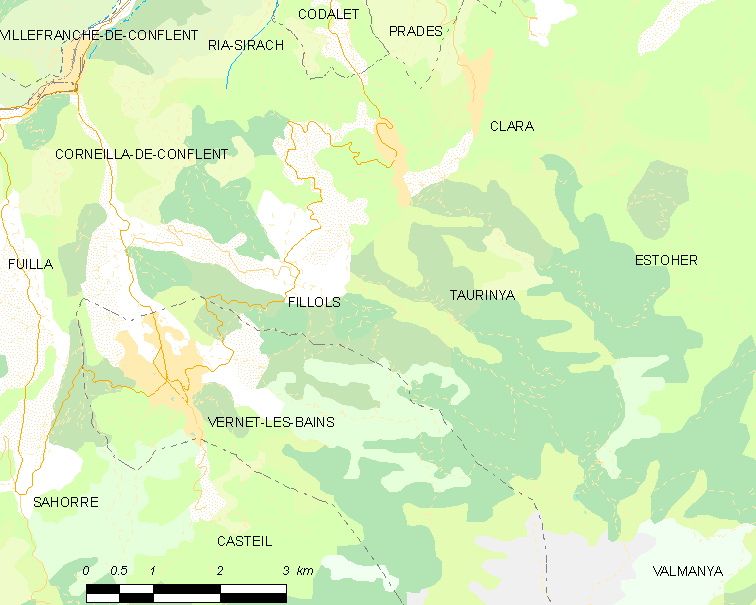
Situation de la commune.

|                       | Ria-Sirach       |          |
| Corneilla-de-Conflent | Fillols          | Taurinya |
|                       | Vernet-les-Bains |          |

### Géologie et relief

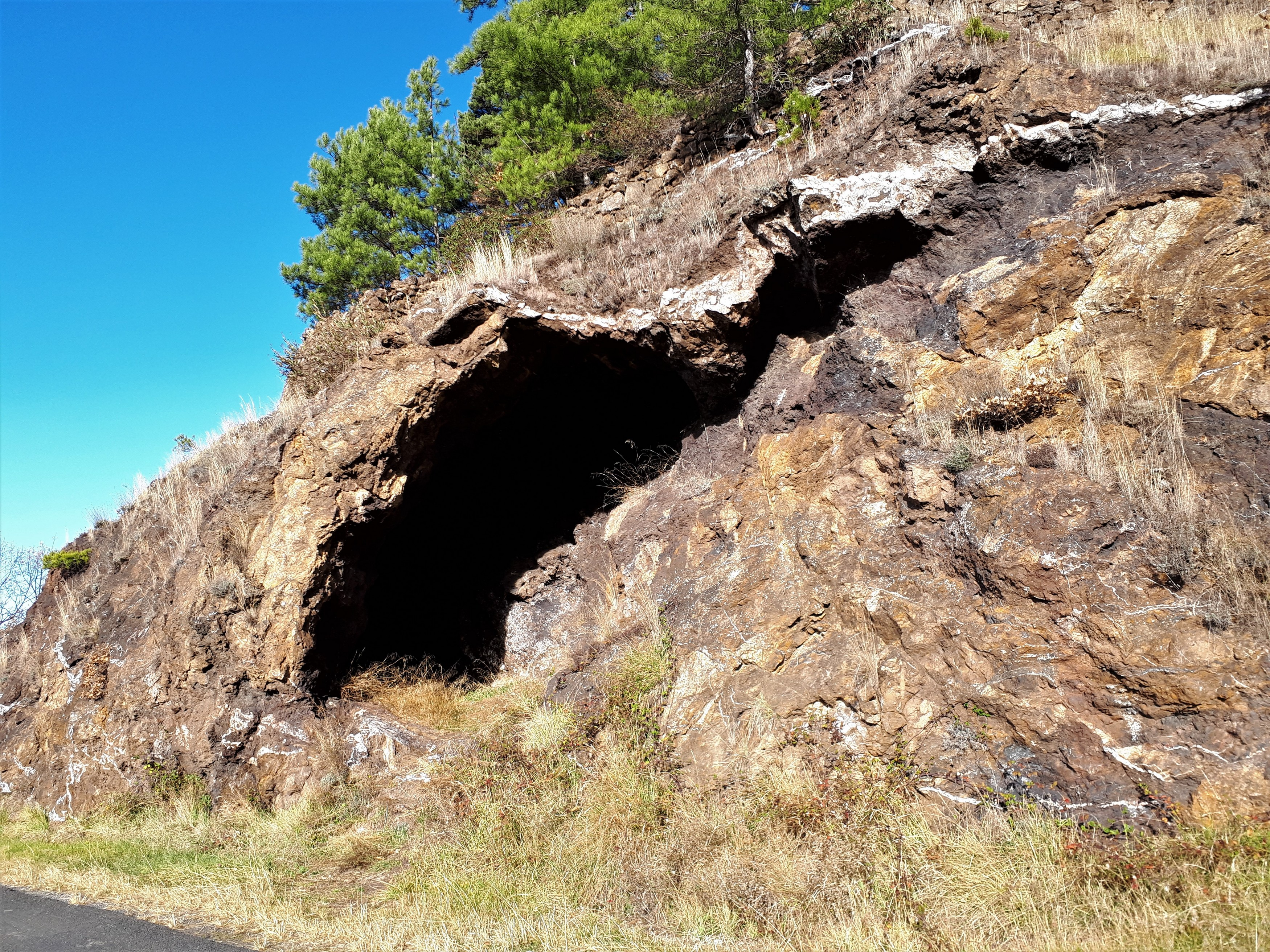
Entrée d'une galerie d'une mine de fer le long de la route D27, un kilomètre au nord-est du village de Fillols. Ici, les bordures de la route "sont formées de roche minière à teneur en fer visible, avec veines et stalactites calciques blanches".

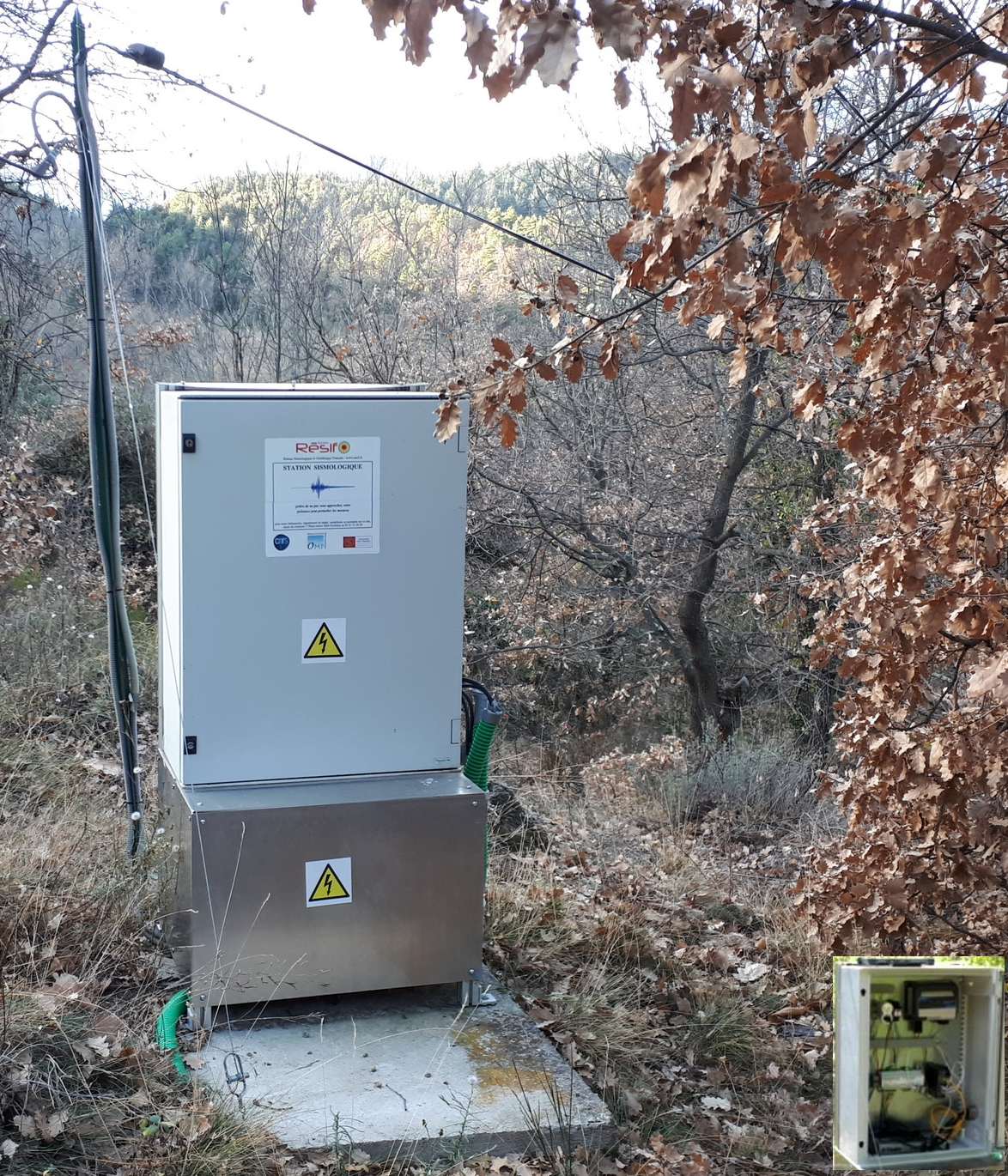
Un sismomètre situé près du village de Fillols. L'instrument est situé sur la faille de la Têt, une faille normale néogène majeure qui sépare le bassin miocène du Conflent au nord-ouest du massif paléozoïque (et antérieur) du Canigou au sud-est,.

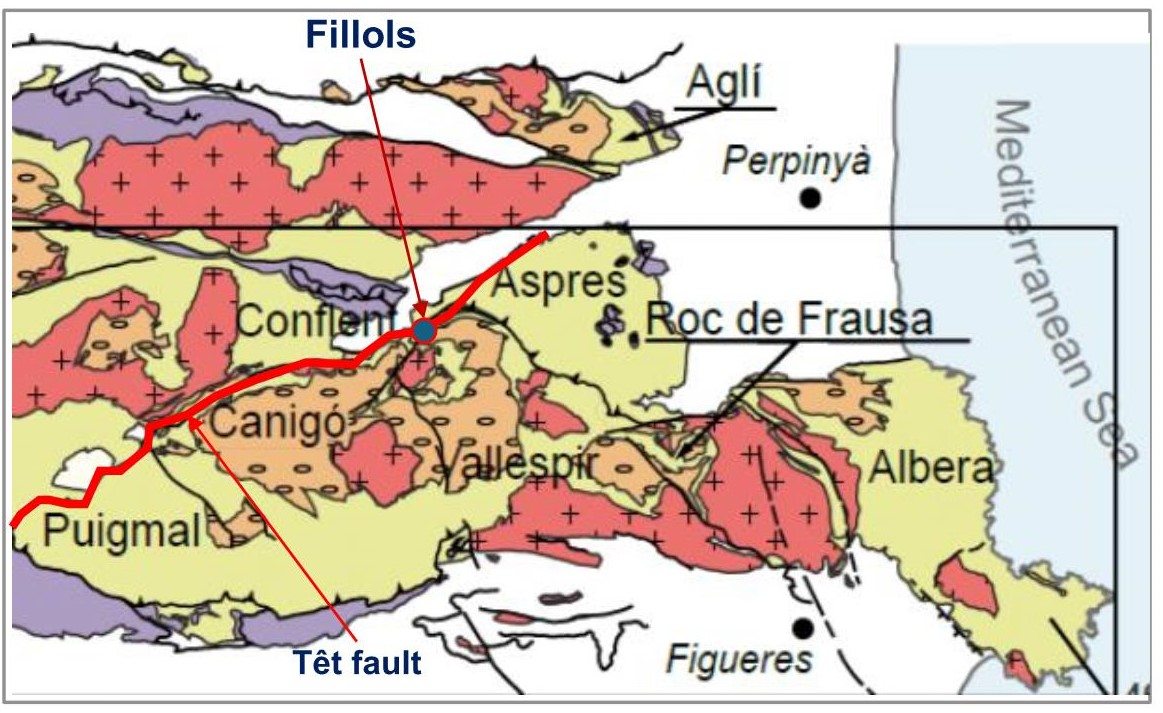
La faille de la Têt et Fillols.

La commune est située à une altitude de 750 m.
La commune est classée en zone de sismicité 3, correspondant à une sismicité modérée.
De Fillols il est possible de commencer l'ascension du Pic du Canigou (via le Col des Voltes et le refuge des Cortalets) en suivant en partie la Ribera de Fillols.
Le minerai de fer a été extrait des mines de la commune depuis l'époque romaine jusqu'en 1957. Au plus fort de cette activité, à la fin du XIXe siècle, plus de 200 mineurs étaient employés pour extraire quelque 150 000 tonnes par an,.
Les gîtes de fer de Fillols se situent dans la "ceinture ferrifère du Canigou", où les minéralisations sont associées aux marbres de la formation de Canaveilles. Cette formation est du Cambrien et elle est âgée de plus de 500 millions d'années. Toutefois, il semble probable que les minéralisations elles-mêmes sont hercyniennes (il y a environ 300 Ma),,.

### Hydrographie
Riu de Fillols : cette rivière prend sa source dans le sud de Fillols dans le massif du Canigou, sous le pic Joffre au niveau de la "fontaine de la Perdrix." Elle poursuit son cours vers Corneilla-de-Conflent où elle conflue dans le Cadi.

### Climat
Pour des articles plus généraux, voir Climat de l'Occitanie et Climat des Pyrénées-Orientales.
En 2010, le climat de la commune est de type climat méditerranéen altéré, selon une étude du CNRS s'appuyant sur une série de données couvrant la période 1971-2000. En 2020, Météo-France publie une typologie des climats de la France métropolitaine dans laquelle la commune est exposée à un climat de montagne ou de marges de montagne et est dans la région climatique Pyrénées orientales, caractérisée par une faible pluviométrie, un très bon ensoleillement (2 600 h/an), un air sec, particulièrement en hiver et peu de brouillards.
Pour la période 1971-2000, la température annuelle moyenne est de 11,3 °C, avec une amplitude thermique annuelle de 14,3 °C. Le cumul annuel moyen de précipitations est de 913 mm, avec 5,9 jours de précipitations en janvier et 5,4 jours en juillet. Pour la période 1991-2020, la température moyenne annuelle observée sur la station météorologique la plus proche, située sur la commune d'Eus à 10 km à vol d'oiseau, est de 13,6 °C et le cumul annuel moyen de précipitations est de 539,8 mm,. Pour l'avenir, les paramètres climatiques de la commune estimés pour 2050 selon différents scénarios d’émission de gaz à effet de serre sont consultables sur un site dédié publié par Météo-France en novembre 2022.

### Milieux naturels et biodiversité

#### Espaces protégés
La protection réglementaire est le mode d’intervention le plus fort pour préserver des espaces naturels remarquables et leur biodiversité associée,.
Dans ce cadre, la commune fait partie.
Un  espace protégé est présent sur la commune : 
le parc naturel régional des Pyrénées catalanes, créé en 2004 et d'une superficie de 139 062 ha, qui s'étend sur 66 communes du département. Ce territoire s'étage des fonds maraîchers et fruitiers des vallées de basse altitude aux plus hauts sommets des Pyrénées-Orientales en passant par les grands massifs de garrigue et de forêt méditerranéenne,.

#### Réseau Natura 2000

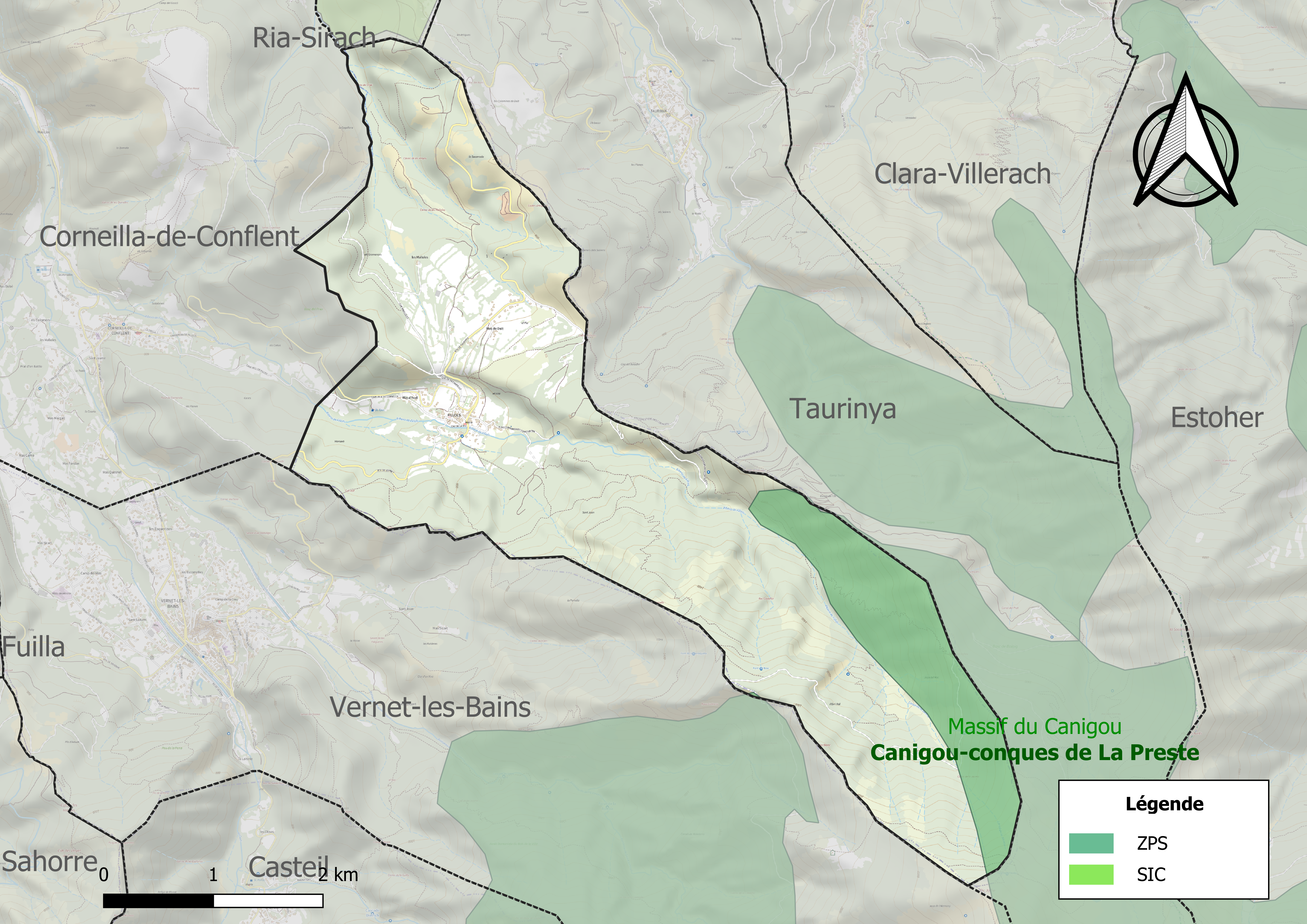
Site Natura 2000 sur le territoire communal.

Le réseau Natura 2000 est un réseau écologique européen de sites naturels d'intérêt écologique élaboré à partir des directives habitats et oiseaux, constitué de zones spéciales de conservation (ZSC) et de zones de protection spéciale (ZPS).
Un site Natura 2000 a été défini sur la commune au titre de la directive habitats.
- le « massif du Canigou », d'une superficie de 11 746 ha, culmine à 2 784 mètres à l'extrémité orientale de la chaîne des Pyrénées. Il recèle de nombreuses espèces endémiques pyrénéennes dont certaines atteignent leur limite orientale et présente une gamme variée d'habitats naturels d'intérêt communautaire liés à l'étagement de la végétation[30] et  au titre de la directive oiseaux[29]
- le « canigou-conques de La Preste », d'une superficie de 20 224 ha, abrite une avifaune de montagne riche et diversifiée, tant au niveau des rapaces que des passereaux et des galliformes. Elle est également fréquentée régulièrement par deux couples de gypaètes barbus et, en été, par un nombre important de vautours fauves en provenance du territoire espagnol[31].

#### Zones naturelles d'intérêt écologique, faunistique et floristique
L’inventaire des zones naturelles d'intérêt écologique, faunistique et floristique (ZNIEFF) a pour objectif de réaliser une couverture des zones les plus intéressantes sur le plan écologique, essentiellement dans la perspective d’améliorer la connaissance du patrimoine naturel national et de fournir aux différents décideurs un outil d’aide à la prise en compte de l’environnement dans l’aménagement du territoire.
Une ZNIEFF de type 1 est recensée sur la commune :
le « Flanc nord du massif du Canigou » (3 540 ha), couvrant 5 communes du département et deux ZNIEFF de type 2, : 
- le « massif du Canigou » (19 263 ha), couvrant 15 communes du département[34] ;
- la « vallée du Conflent » (5 742 ha), couvrant 12 communes du département[35].

Carte des ZNIEFF de type 1 et 2 à Fillols.
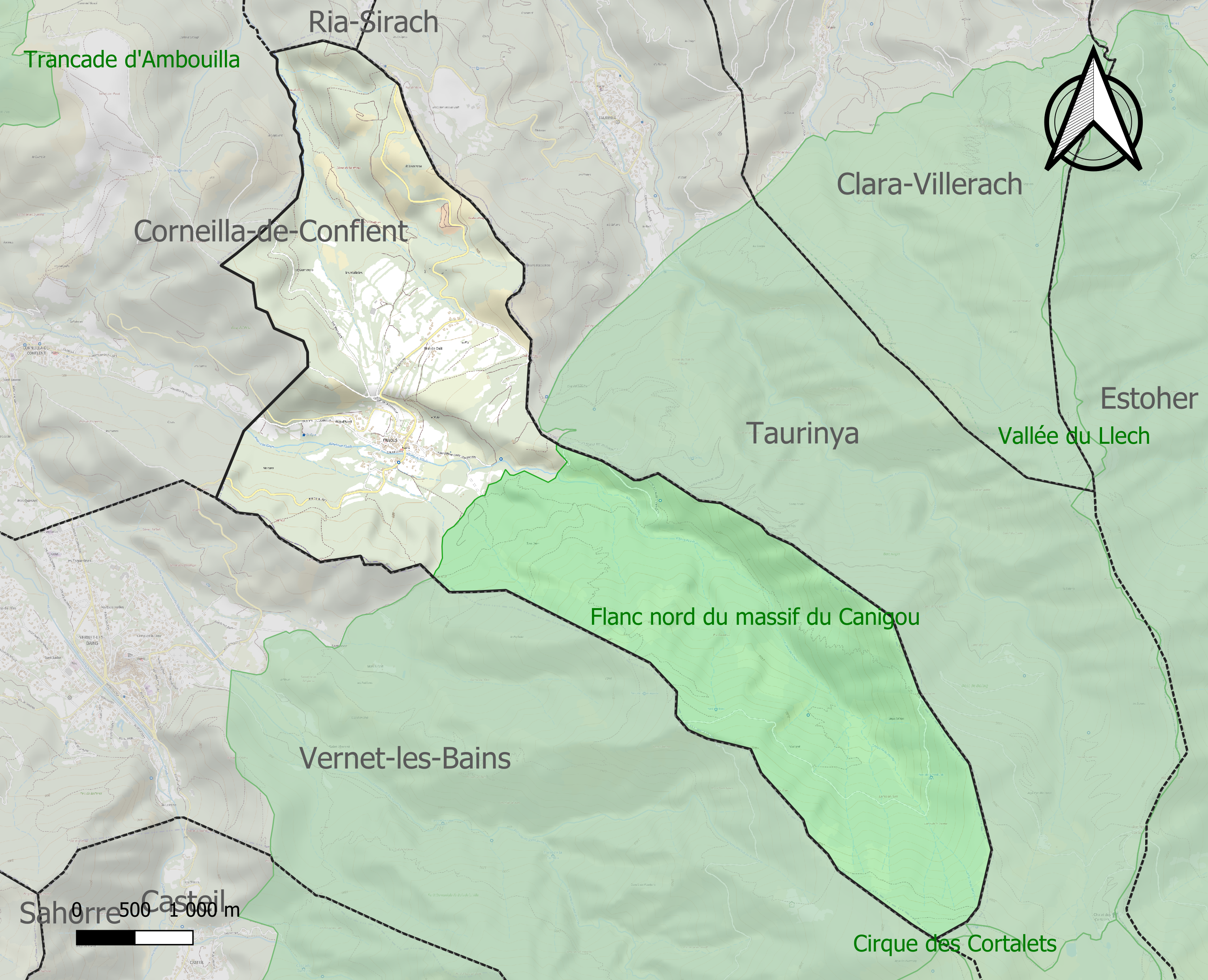
Carte de la ZNIEFF de type 1 sur la commune.
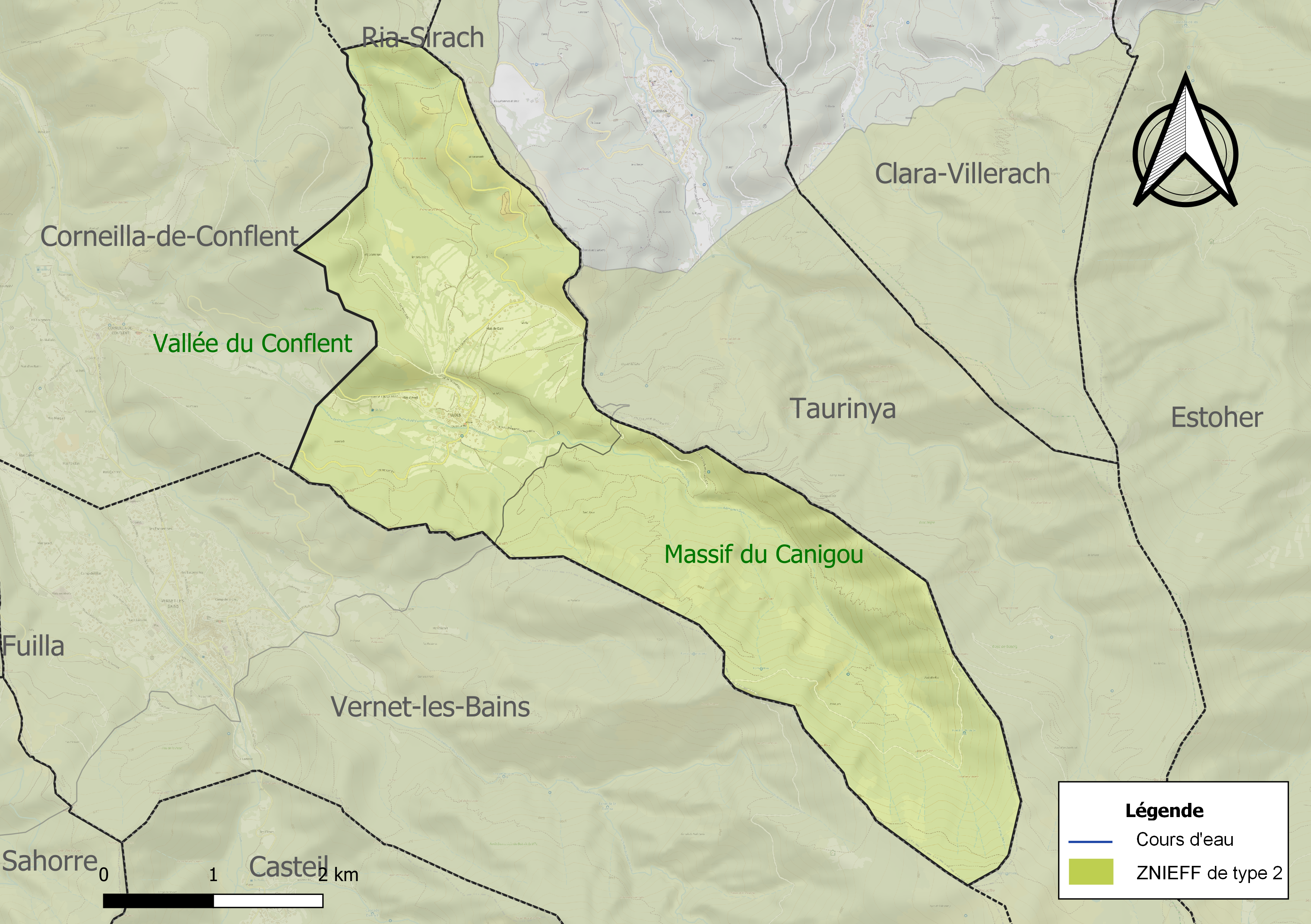
Carte des ZNIEFF de type 2 sur la commune.

## Urbanisme

### Typologie
Au 1er janvier 2024, Fillols est catégorisée commune rurale à habitat dispersé, selon la nouvelle grille communale de densité à sept niveaux définie par l'Insee en 2022.
Elle est située hors unité urbaine. Par ailleurs la commune fait partie de l'aire d'attraction de Prades, dont elle est une commune de la couronne,. Cette aire, qui regroupe 26 communes, est catégorisée dans les aires de moins de 50 000 habitants,.

### Occupation des sols
L'occupation des sols de la commune, telle qu'elle ressort de la base de données européenne d’occupation biophysique des sols Corine Land Cover (CLC), est marquée par l'importance des forêts et milieux semi-naturels (72,1 % en 2018), en diminution par rapport à 1990 (78,1 %). La répartition détaillée en 2018 est la suivante : 
forêts (59,9 %), zones agricoles hétérogènes (26,3 %), milieux à végétation arbustive et/ou herbacée (12,2 %), cultures permanentes (1,6 %). L'évolution de l’occupation des sols de la commune et de ses infrastructures peut être observée sur les différentes représentations cartographiques du territoire : la carte de Cassini (XVIIIe siècle), la carte d'état-major (1820-1866) et les cartes ou photos aériennes de l'IGN pour la période actuelle (1950 à aujourd'hui).

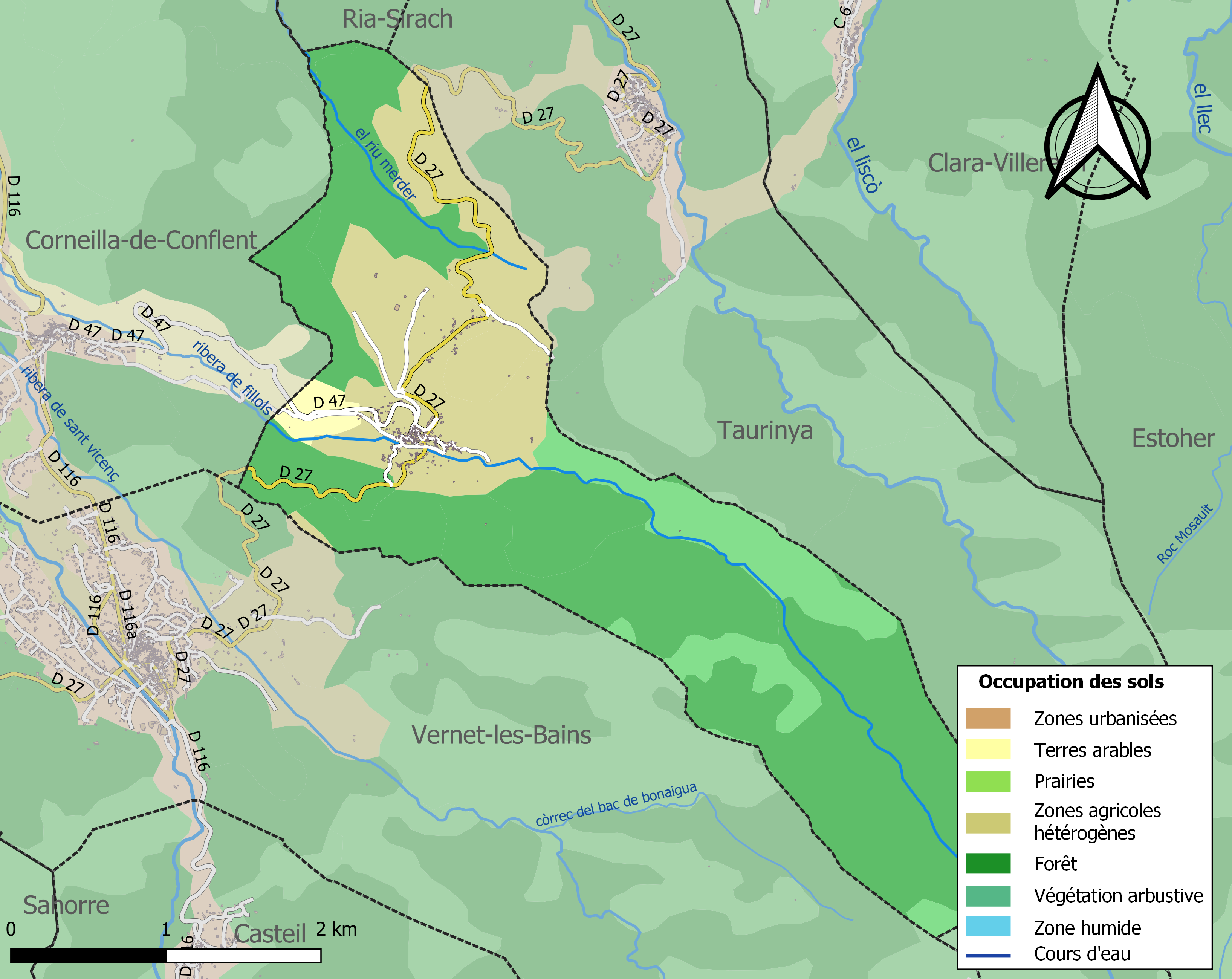
Carte des infrastructures et de l'occupation des sols de la commune en 2018 (CLC).

### Voies de communication et transports
On peut y accéder (d'est en ouest) : 

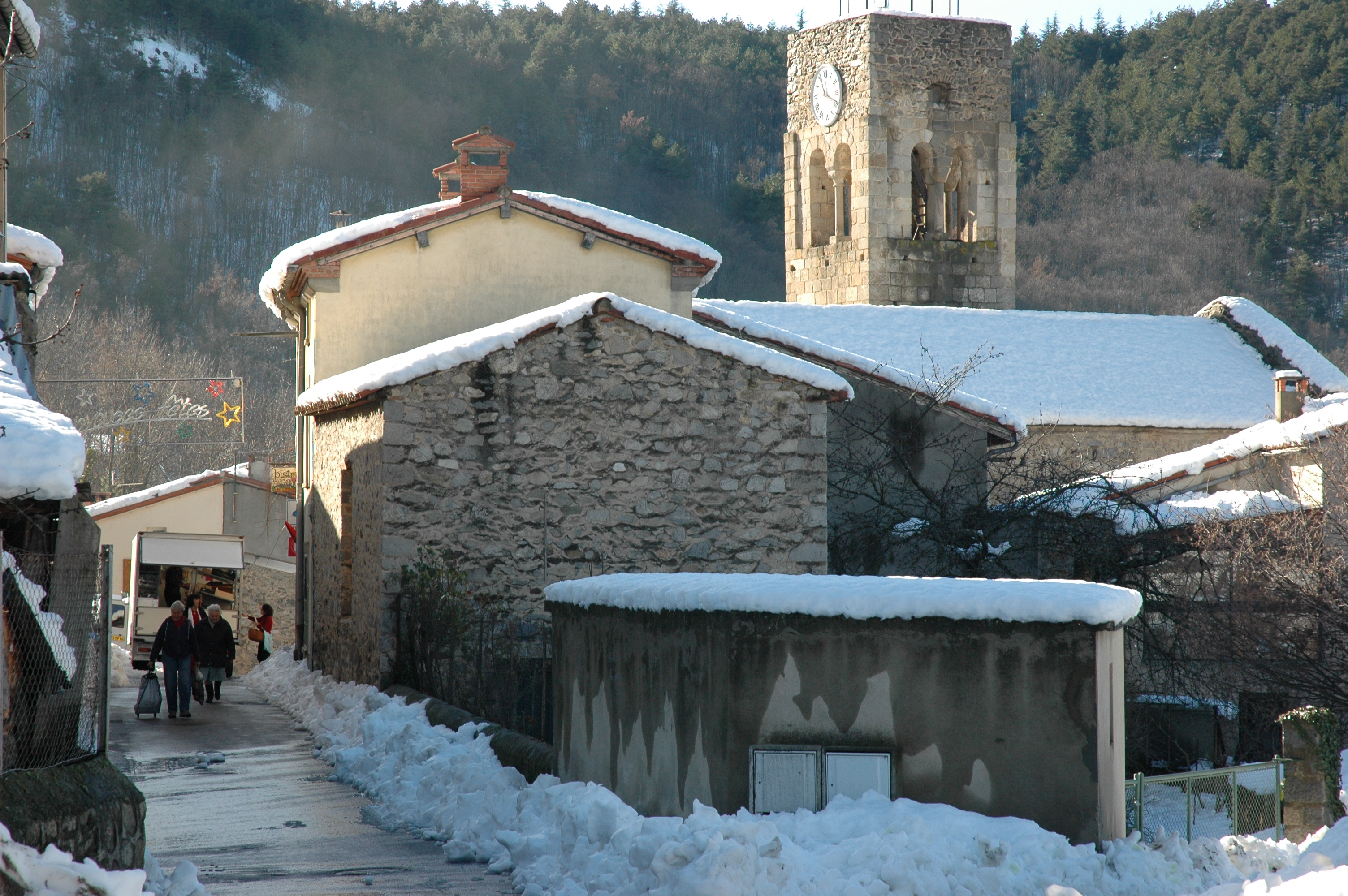
Le village en hiver.

- par la D 27 et le village de Taurinya ;
- par la D 47 et le village de Corneilla-de-Conflent ;
- par la D 27 et Vernet-les-Bains.

La ligne 527 du réseau régional liO relie la commune à Prades.

### Risques majeurs
Le territoire de la commune de Fillols est vulnérable à différents aléas naturels : inondations, climatiques (grand froid ou canicule), feux de forêts, mouvements de terrains, avalanche  et séisme (sismicité modérée). Il est également exposé à deux risques particuliers, les risques radon et minier,.

#### Risques naturels
Certaines parties du territoire communal sont susceptibles d’être affectées par le risque d’inondation par crue torrentielle de cours d'eau du bassin de la Têt.
Les mouvements de terrains susceptibles de se produire sur la commune sont soit des mouvements liés au retrait-gonflement des argiles, soit des glissements de terrains, soit des chutes de blocs, soit des effondrements liés à des cavités souterraines. Une cartographie nationale de l'aléa retrait-gonflement des argiles permet de connaître les sols argileux ou marneux susceptibles vis-à-vis de ce phénomène. L'inventaire national des cavités souterraines permet par ailleurs de localiser celles situées sur la commune.
Ces risques naturels sont pris en compte dans l'aménagement du territoire de la commune par le biais d'un plan de prévention des risques inondations et mouvements de terrains.

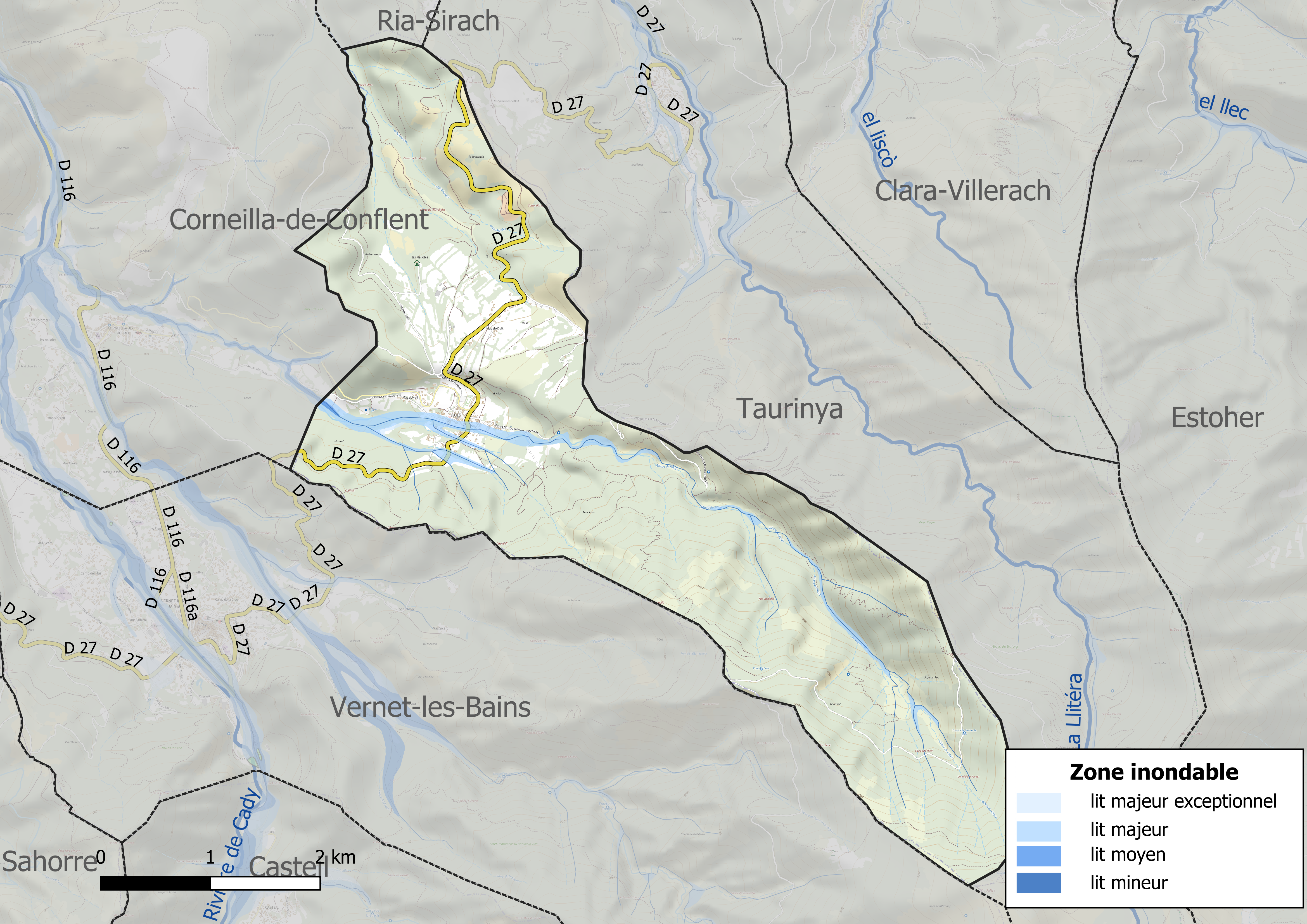
Carte des zones inondables.
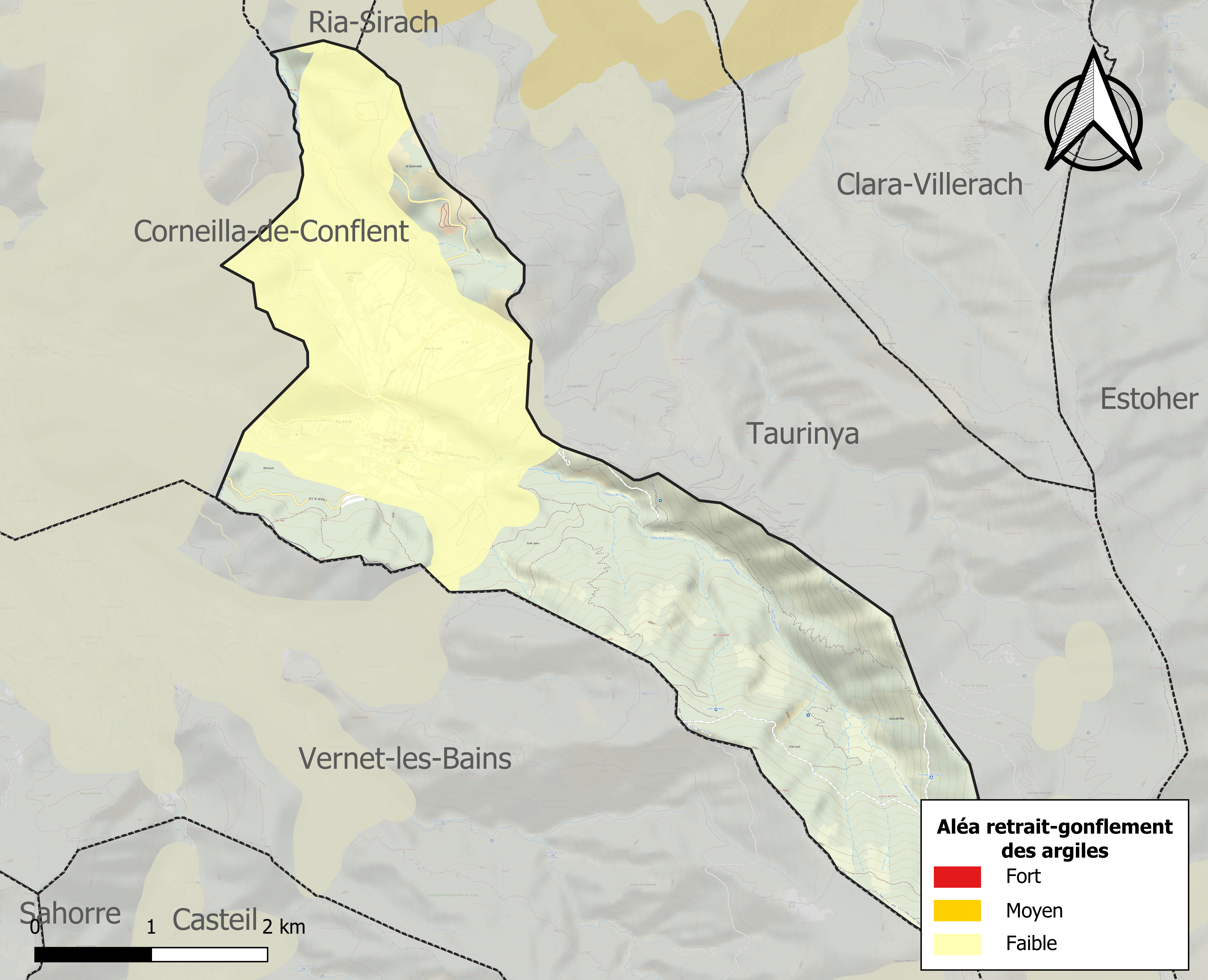
Carte des zones d'aléa retrait-gonflement des argiles.

#### Risque particulier
La commune est concernée par le risque minier, principalement lié à l’évolution des cavités souterraines laissées à l’abandon et sans entretien après l’exploitation des mines.
Dans plusieurs parties du territoire national, le radon, accumulé dans certains logements ou autres locaux, peut constituer une source significative d’exposition de la population aux rayonnements ionisants. Toutes les communes du département sont concernées par le risque radon à un niveau plus ou moins élevé. Selon la classification de 2018, la commune de Fillols est classée en zone 3, à savoir zone à potentiel radon significatif.

## Toponymie
Le nom de la commune est Fillols, en français comme en catalan.
Les premières mentions du nom sont Fuliols en 887 et Fullols en 958.

## Histoire
Ferdinand Falguères* fut élu maire de Fillols le 15 décembre 1935 à l’issue d’une élection partielle (8 décembre 1935) provoquée par la démission du maire socialiste SFIO, Michel Barande (Voir Calvet Henri*). Après cette élection, l’administration préfectorale classa Ferdinand Falguères* comme socialiste SFIO. Elle fit sans doute erreur, car l’activité de Ferdinand Falguères* en tant que militant communiste est attestée à de multiples reprises avant et après l’élection de décembre 1935. D’ailleurs pour la préfecture des Pyrénées-Orientales, la composition politique du conseil municipal de Fillols, après le scrutin de décembre 1935, était de six socialistes SFIO et de quatre communistes.
Au cours de son mandat de maire, Ferdinand Falguères* prit une initiative qui fit beaucoup de bruit à Fillols et en Conflent. Le 20 septembre 1937, il expulsa de son presbytère le curé de la paroisse, G. Tronel et évacua avec l’aide d’un forgeron tout le mobilier en possession de cet ecclésiastique. Il convient de souligner ici que à Fillols, village minier où la SFIO et le PC étaient majoritaires, les antagonismes politiques étaient exacerbés. Le curé qui se qualifiait d’« ancien combattant volontaire et mutilé » était le chef de la minorité de droite de la commune. Depuis 1928, il dirigeait une petite publication, L’Écho du Canigou (organe des paroisses de Corneille-de-Conflent et de Fillols) qui était en fait un organe local de la droite. G. Tronel, adversaire politique irréductible de la municipalité présidée par F. Falguères, y publiait de violents articles contre le Front populaire et les républicains espagnols (au moment même où le maire organisait une collecte pour la République voisine en lutte contre Franco, collecte qui rapporta 141,50 francs). Ce fait divers retentissant illustre bien le climat politique qui régnait alors dans une petite commune conflentaise, climat très tendu que l’on retrouvait alors dans d’autres communes des Pyrénées-Orientales où les événements de la guerre civile espagnole interféraient avec les questions sociales et politiques de la France du Front populaire.
(source : https://maitron.fr/spip.php?article112592, notice FALGUÈRES Ferdinand par André Balent, version mise en ligne le 24 novembre 2010, dernière modification le 25 novembre 2010.)

## Politique et administration

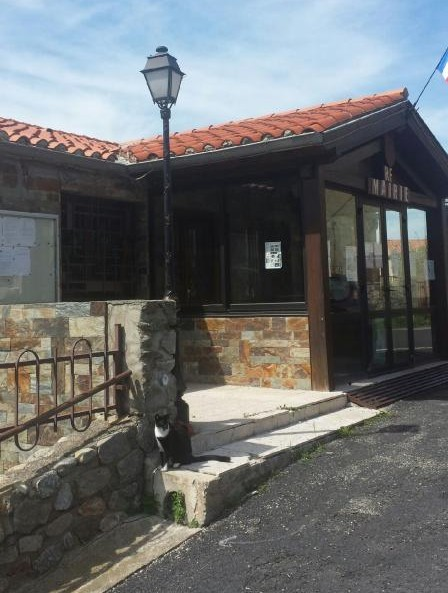
La mairie.

### Liste des maires
| Période   | Période          | Identité                        | Étiquette | Qualité                    |
| --------- | ---------------- | ------------------------------- | --------- | -------------------------- |
| ?         | 1935 (démission) | Michel Barande                  | SFIO      |                            |
| 1935      | 1940             | Ferdinand Falguères (1891-1967) | PCF       | Mineur                     |
| 1947      |                  | Michel Salies                   | PCF       | Agent SNCF Retraité        |
| 1965?     | 1977?            | Boher[réf. nécessaire]          | PCF       | Mineur                     |
|           |                  |                                 |           |                            |
| mars 2001 | mai 2009         | Michel Taurigna                 |           | mort en fonction           |
| mai 2009  | En cours         | Claude Escape,                  | DVG       | Retraité de l'enseignement |

## Population et société

### Démographie ancienne
La population est exprimée en nombre de feux (f) ou d'habitants (H).
| 1358 | 1365 | 1378 | 1424 | 1470 | 1515 | 1553 | 1709 | 1720 |
| ---- | ---- | ---- | ---- | ---- | ---- | ---- | ---- | ---- |
| 35 f | 33 f | 13 f | 6 f  | 8 f  | 12 f | 9 f  | 29 f | 25 f |

| 1767  | 1774 | 1789 | - | - | - | - | - | - |
| ----- | ---- | ---- | - | - | - | - | - | - |
| 184 H | 41 f | 44 f | - | - | - | - | - | - |

### Démographie contemporaine
L'évolution du nombre d'habitants est connue à travers les recensements de la population effectués dans la commune depuis 1793. Pour les communes de moins de 10 000 habitants, une enquête de recensement portant sur toute la population est réalisée tous les cinq ans, les populations de référence des années intermédiaires étant quant à elles estimées par interpolation ou extrapolation. Pour la commune, le premier recensement exhaustif entrant dans le cadre du nouveau dispositif a été réalisé en 2006.

En 2022, la commune comptait 208 habitants, en évolution de +13,66 % par rapport à 2016 (Pyrénées-Orientales : +3,92 %, France hors Mayotte : +2,11 %).
| 1793 | 1800 | 1806 | 1821 | 1831 | 1836 | 1841 | 1846 | 1851 |
| ---- | ---- | ---- | ---- | ---- | ---- | ---- | ---- | ---- |
| 230  | 187  | 213  | 279  | 317  | 296  | 299  | 263  | 311  |

| 1856 | 1861 | 1866 | 1872 | 1876 | 1881 | 1886 | 1891 | 1896 |
| ---- | ---- | ---- | ---- | ---- | ---- | ---- | ---- | ---- |
| 293  | 283  | 297  | 293  | 340  | 515  | 429  | 394  | 410  |

| 1901 | 1906 | 1911 | 1921 | 1926 | 1931 | 1936 | 1946 | 1954 |
| ---- | ---- | ---- | ---- | ---- | ---- | ---- | ---- | ---- |
| 423  | 412  | 432  | 332  | 278  | 251  | 215  | 230  | 285  |

| 1962 | 1968 | 1975 | 1982 | 1990 | 1999 | 2006 | 2011 | 2016 |
| ---- | ---- | ---- | ---- | ---- | ---- | ---- | ---- | ---- |
| 238  | 187  | 141  | 163  | 141  | 141  | 150  | 169  | 183  |

| 2021 | 2022 | - | - | - | - | - | - | - |
| ---- | ---- | - | - | - | - | - | - | - |
| 202  | 208  | - | - | - | - | - | - | - |

| selon la population municipale des années : | 1968 | 1975 | 1982 | 1990 | 1999 | 2006 | 2009 | 2013 |
| Rang de la commune dans le département      | 137  | 148  | 139  | 152  | 162  | 157  | 158  | 154  |
| Nombre de communes du département           | 232  | 217  | 220  | 225  | 226  | 226  | 226  | 226  |

### Enseignement
Il n'y a pas d'école à Fillols.

### Manifestations culturelles et festivités
- Fête patronale : 2e dimanche de septembre[60] ;
- Fête communale : 1er dimanche de septembre[60].

## Économie

### Revenus
En 2018, la commune compte 96 ménages fiscaux, regroupant 183 personnes. La médiane du revenu disponible par unité de consommation est de 17 990 € (19 350 € dans le département).

### Emploi
|                | 2008   | 2013   | 2018   |
| -------------- | ------ | ------ | ------ |
| Commune        | 14,7 % | 14 %   | 12,4 % |
| Département    | 10,3 % | 12,9 % | 13,3 % |
| France entière | 8,3 %  | 10 %   | 10 %   |

En 2018, la population âgée de 15 à 64 ans s'élève à 107 personnes, parmi lesquelles on compte 78,1 % d'actifs (65,7 % ayant un emploi et 12,4 % de chômeurs) et 21,9 % d'inactifs,. En  2018, le taux de chômage communal (au sens du recensement) des 15-64 ans est inférieur à celui du département, mais supérieur à celui de la France, alors qu'en 2008 il était supérieur à celui du département.
La commune fait partie de la couronne de l'aire d'attraction de Prades, du fait qu'au moins 15 % des actifs travaillent dans le pôle,. Elle compte 24 emplois en 2018, contre 19 en 2013 et 29 en 2008. Le nombre d'actifs ayant un emploi résidant dans la commune est de 71, soit un indicateur de concentration d'emploi de 34,6 % et un taux d'activité parmi les 15 ans ou plus de 53,2 %.
Sur ces 71 actifs de 15 ans ou plus ayant un emploi, 19 travaillent dans la commune, soit 28 % des habitants. Pour se rendre au travail, 79,7 % des habitants utilisent un véhicule personnel ou de fonction à quatre roues, 4,3 % les transports en commun, 8,6 % s'y rendent en deux-roues, à vélo ou à pied et 7,2 % n'ont pas besoin de transport (travail au domicile).

### Activités hors agriculture

#### Secteurs d'activités
23 établissements sont implantés  à Fillols au 31 décembre 2019.
Le secteur de la construction est prépondérant sur la commune puisqu'il représente 21,7 % du nombre total d'établissements de la commune (5 sur les 23 entreprises implantées  à Fillols), contre 14,3 % au niveau départemental.

### Agriculture
|               | 1988 | 2000 | 2010 | 2020 |
| ------------- | ---- | ---- | ---- | ---- |
| Exploitations | 22   | 7    | 3    | 5    |
| SAU (ha)      | 93   | 326  | 102  | 81   |

La commune est dans le Conflent, une petite région agricole occupant le centre-ouest du département des Pyrénées-Orientales. En 2020, l'orientation technico-économique de l'agriculture  sur la commune est la polyculture et/ou le polyélevage. Cinq exploitations agricoles ayant leur siège dans la commune sont dénombrées lors du recensement agricole de 2020 (22 en 1988). La superficie agricole utilisée est de 81 ha,,.

## Culture locale et patrimoine

### Monuments et lieux touristiques
- L'église Saint-Félix, romane du XIIe siècle. L'édifice a été classé au titre des monuments historiques en 1941[64].
- L'église Saint-Pierre, de style roman, aujourd'hui ruinée. Les vestiges ont été inscrits au titre des monuments historiques en 1983[65].

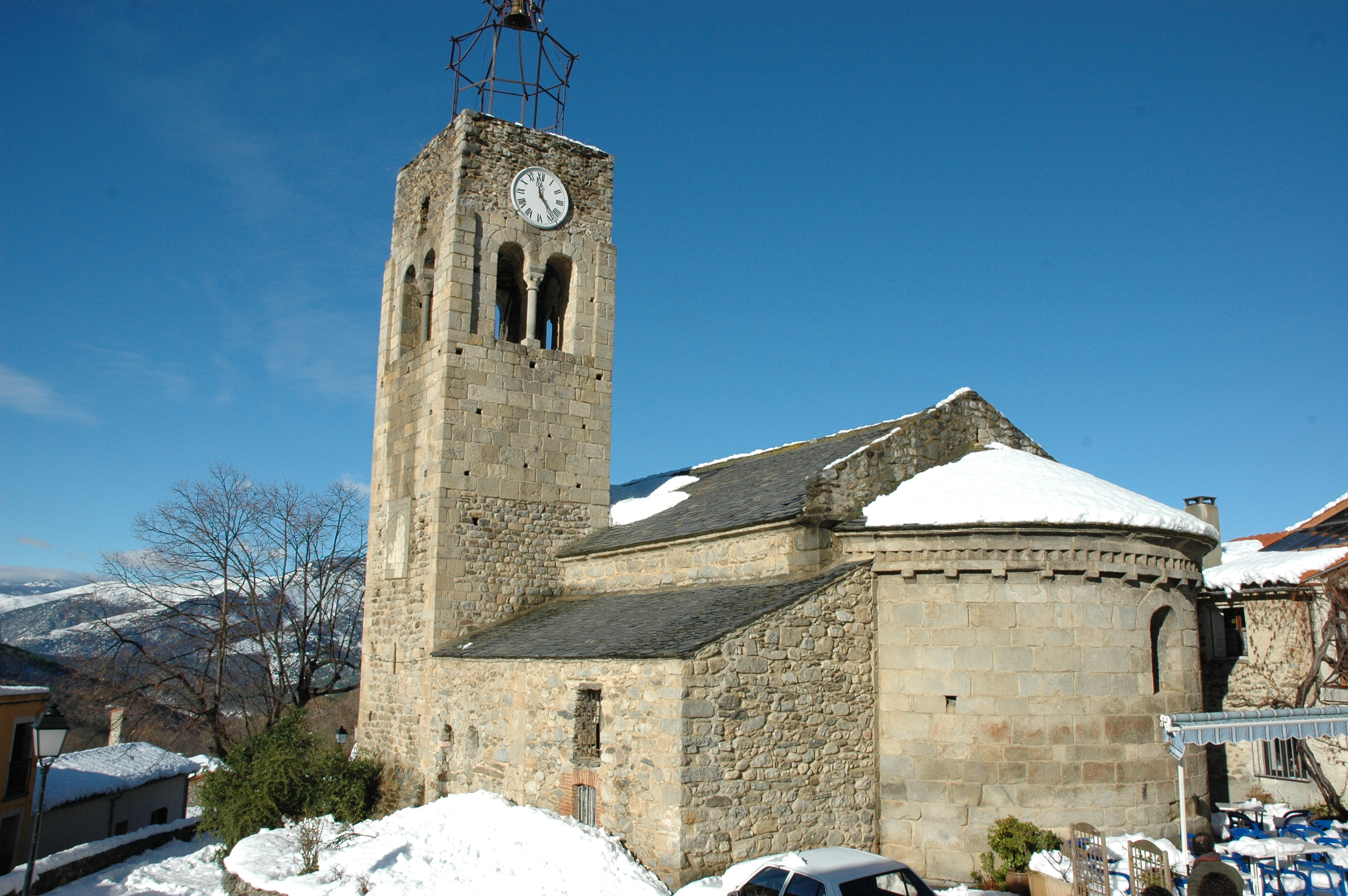
L'église Saint-Félix.
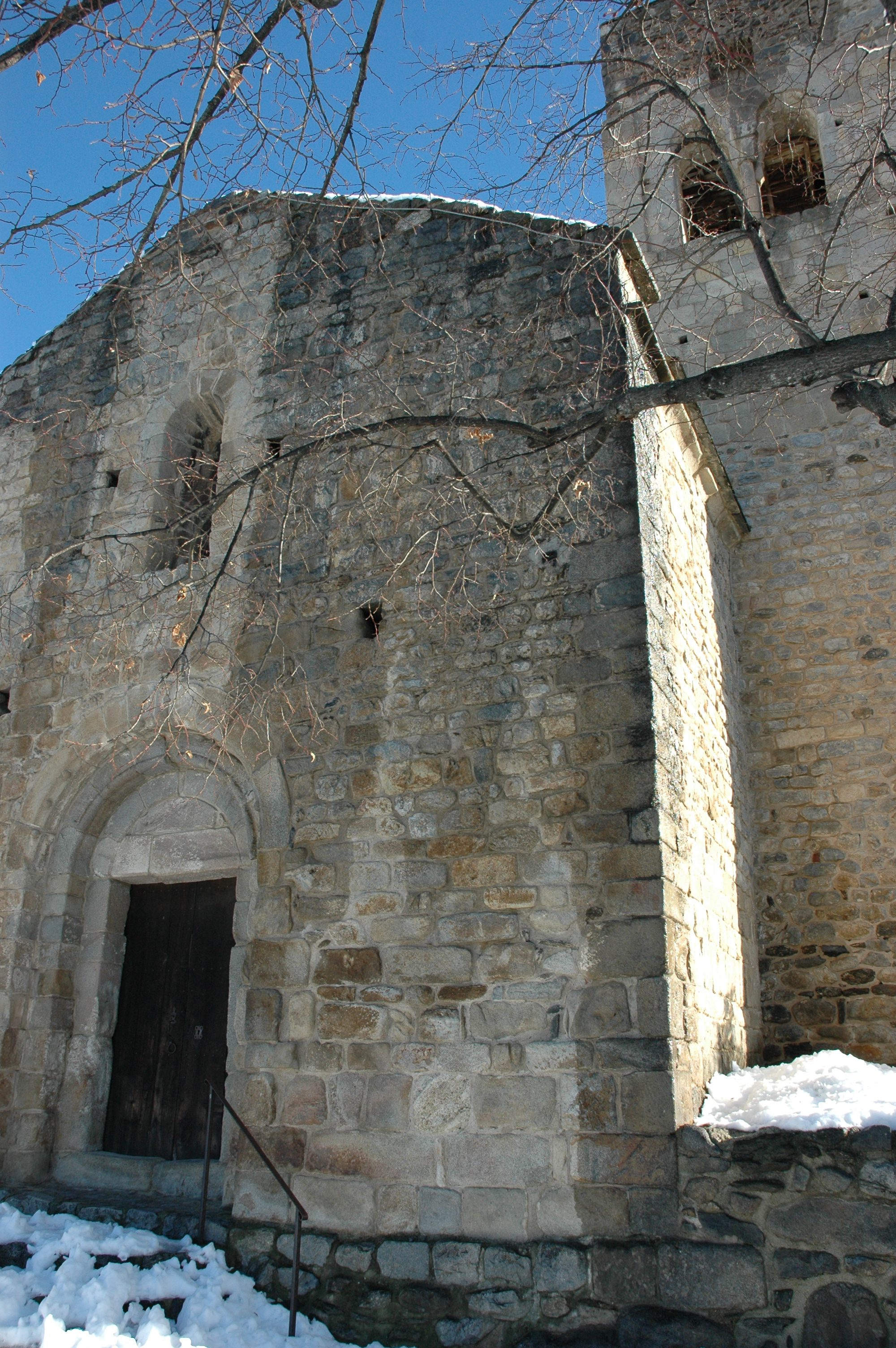
Portail de l'église Saint-Félix.
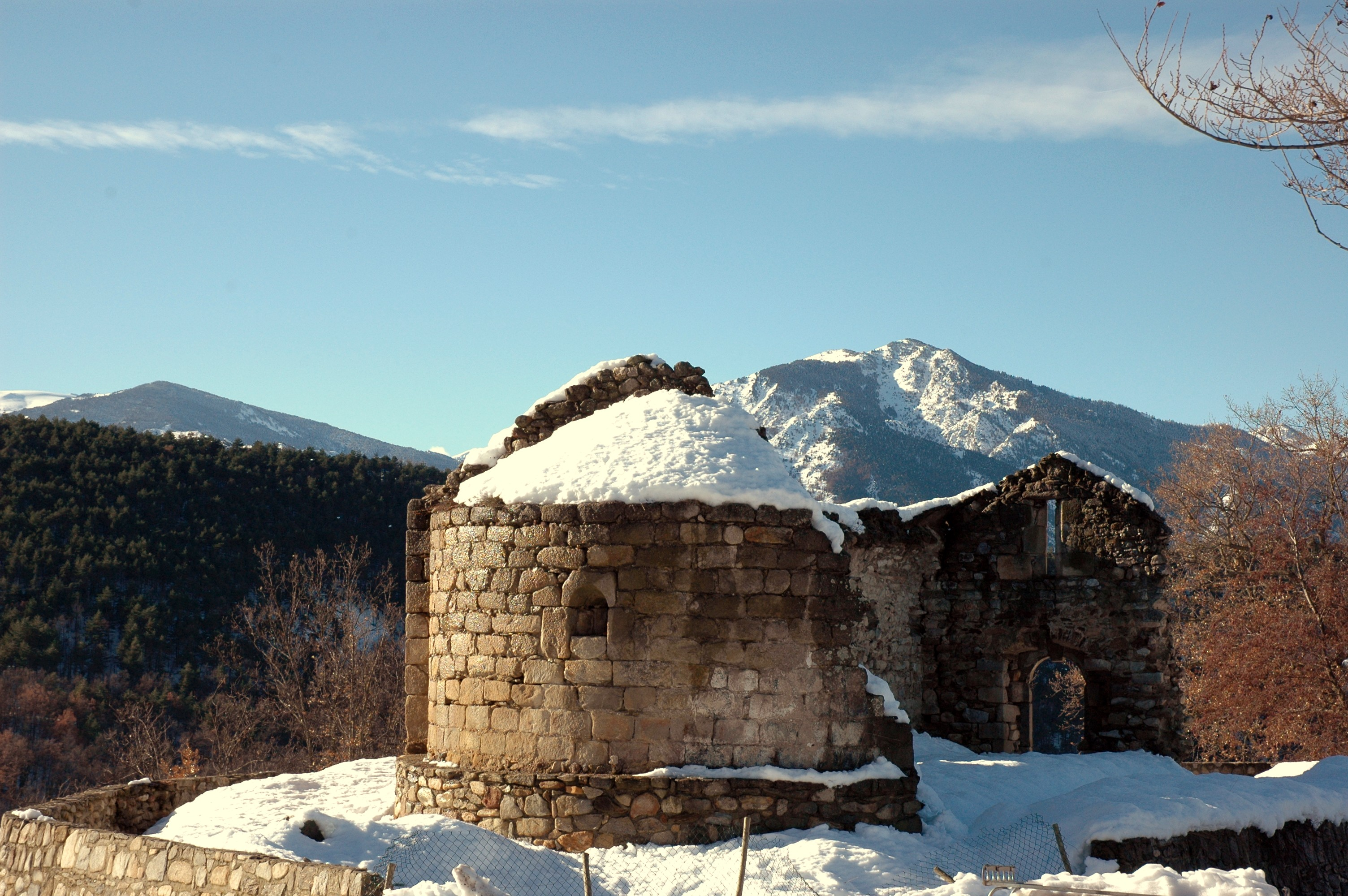
Ruines de l'église Saint-Pierre.

### Personnalités liées à la commune
- Alex Barbier (1950-2019) : auteur de bandes dessinées et peintre y a vécu[66],[67] et a créé avec sa femme Aline Barbier, le festival Plouc de Fillols en 1997[68],[69].

### Culture populaire
- Le chanteur Cali chante, dans son troisième album ("L'espoir"), une chanson ("Les beaux jours approchent") dont l'action se situe dans le village de Fillols. Le chanteur y décrit notamment l'ambiance de fête, de fraternité et de tranquillité qui régne lors de la fête sur la place du village.